# 潘氏吻棘鰍
潘氏吻棘鰍為輻鰭魚綱合鰓目刺鰍亞目刺鰍科的其中一種，分布於亞洲斯里蘭卡淡水流域，體長可達19.5公分，棲息在河川溪流的中底層水域，屬肉食性。